# Сергеева, Татьяна Григорьевна
Татья́на Григо́рьевна Серге́ева (29 января 1928 — 19 января 2010) — доярка колхоза имени Калинина Куйбышевского района (Новосибирская область), Герой Социалистического Труда.

## Биография
Родилась 29 января 1928 года в селе Бергуль (ныне Куйбышевского района Новосибирской области) в русской крестьянской семье. В 1944 году, окончив 4 класса средней школы, стала работать в колхозе «Съезд Советов».
В марте 1946 года пришла на ферму. Позже окончила трехмесячные зоотехнические курсы. Вскоре её имя стало упоминаться в числе лучших животноводов. В 1952—1953 годах надаивала по 2245 кг на корову своей группы в год. Это был тогда самый высокий удой от коровы в колхозе. Группа её коров из года в год увеличивала надои молока. Участвовала во Всероссийском совещании передовиков сельского хозяйства в Москве. Член КПСС с 1956 года.
Указом Президиума Верховного Совета СССР от 22 марта 1966 года за достигнутые успехи в развитии животноводства, увеличении производства и заготовок мяса, молока, яиц, шерсти и другой продукции Сергеевой Татьяне Григорьевне присвоено звание Героя Социалистического Труда с вручением ордена Ленина и золотой медали «Серп и Молот».
Сергеева удостоена почётных званий «Лучшая доярка района», «Лучшая доярка Новосибирской области». Была избрана делегатом на XXIII съезд КПСС.
Жила в родном селе Бергуль. Скончалась 19 января 2010 года. Похоронена на кладбище села Бергуль.
Награждена орденом Ленина, медалями.